# 15922 Masajisaito
15922 Masajisaito è un asteroide della fascia principale. Scoperto nel 1997, presenta un'orbita caratterizzata da un semiasse maggiore pari a 2,2607852 UA e da un'eccentricità di 0,1888569, inclinata di 2,98523° rispetto all'eclittica.